# Skive Fjord
Skive Fjord är en vik i Danmark. Den ligger i Region Mittjylland, i den nordvästra delen av landet öster om Skive. Fjorden är sammanlänkad med Lovns Bredning och Hvalpsundet.